# Communauté de communes des quatre vallées (Haute-Marne)
Pour les articles homonymes, voir Communauté de communes des Quatre Vallées.
La communauté de communes des Quatre Vallées  est une ancienne communauté de communes française, située dans le département de la Haute-Marne et la région Champagne-Ardenne.

## Historique
La communauté de communes des Quatre Vallées (Haute-Marne) a été créée le 1er janvier 2002 regroupant 21 communes.
Elle fusionne avec la Communauté de communes de Prauthoy-en-Montsaugeonnais et la Communauté de communes de la Vingeanne pour former la Communauté de communes d'Auberive Vingeanne et Montsaugeonnais avec date d'effet le 1er janvier 2011.

## Composition
Elle était composée des 21 communes suivantes :
1. Arbot
2. Auberive
3. Aulnoy-sur-Aube
4. Bay-sur-Aube
5. Colmier-le-Bas
6. Colmier-le-Haut
7. Germaines
8. Mouilleron
9. Poinsenot
10. Poinson-lès-Grancey
11. Praslay
12. Rochetaillée
13. Rouelles
14. Rouvres-sur-Aube
15. Saint-Loup-sur-Aujon
16. Ternat
17. Vals-des-Tilles
18. Vauxbons
19. Villars-Santenoge
20. Vitry-en-Montagne
21. Vivey